# Championnat d'Amérique du Nord féminin de volley-ball 1971
Navigation
Édition précédente Édition suivante
Le 2e championnat d'Amérique du Nord de volley-ball féminin s'est déroulé en 1971 à La Havane, Cuba. Il a mis aux prises les quatre meilleures équipes continentales.

## Classement final
| Place              | Équipe                 |
| ------------------ | ---------------------- |
| Médaille d'or      | Mexique                |
| Médaille d'argent  | Cuba                   |
| Médaille de bronze | Antilles néerlandaises |
| 4                  | Porto Rico             |